# 정무가정
정무가정(精武家庭, House Of Fury)은 홍콩에서 제작된 풍덕륜 감독의 2005년 액션 영화이다. 황추생 등이 주연으로 출연하였고 윌리 찬 등이 제작에 참여하였다.

## 출연

### 주연
- 황추생
- 오언조
- 풍덕륜

### 조연
- 채탁연
- 질리안 청
- 존 푸
- 히구치 아스카
- 나가영
- 양민의
- 오윤룡
- 제이슨 J. 토빈
- 왕민덕
- 우마
- 타이거 첸